# Welsh cob
Welsh cob är en brittisk hästras med ursprung i Wales. Welsh cob är den största typen av Welshponny och registreras under kategori D i stamboken som den delar med Welsh mountain (sektion A), Welshponny (sektion B) och Welshponny av Cobtyp (sektion C). Welsh coben har däremot ingen övre gräns för dess mankhöjd och kan ibland växa sig långt över den tillåtna gränsen för ponny som ligger på 148 cm. Rasen är utmärkt som rid- och körponny och är både sund och tålmodig.

## Historia
Welsh coben är en uråldrig ras precis som Welsh Mountainponnyn och härstammar från samma bas av gamla bergsponnyer som utvecklades ur de hästar som fördes till Storbritannien från Asien av kelterna. Även romarnas hästar influerade de hästar som senare levde på hedarna snarare än uppe i bergen. Giraldus Cambresis skrev i sin reseskildring om dessa hästar och beskrivningar av coben från den tiden är nästan identisk med den som fastställts av the Welsh Pony and Cob Society. Under medeltiden korsades även dessa ponnyer med de berömda spanska hästarna och dessa korsningar kallades för "Powys häst". Powys hästar var basen för både Welsh cob och för Welshponny av cobtyp (kategori C).
Både Welshponny av Cobtyp (kategori C) och Welsh cob (kategori D) är grövre och starkare och detta beror bland annat på inkorsningar av större, typiska körhästar som de utdöda Norfolktravarna och Yorkshire Coach Horse samt tidiga typer av Hackneyhästar. Under utvecklingen av dessa två welsh-typer utvecklades även en större vagnstyp som kallades Welsh cart horse, men denna ras dog ut redan under 1800-talet. 
Welsh coben var oumbärlig i Wales landsbygd, och gjorde den största delen av arbetet på gårdarna innan de ersattes av traktorer och motordrivna fordon efter mekaniseringen. Coben drog också bönderna och deras fruar till marknaden och kyrkan och deltog efter det i travtävlingar. Walesarna satte sin cob främst av alla ägodelar och bevarade stamtavlorna i generationer. Det fanns två områden där man födde upp cobbar i större utsträckning. I Cardiganshire och i Pembrokeshire föddes en större cobhäst upp vilken i viss utsträckning också härstammade från Pembrokeshire klövjehäst. I Breconshire och i Radnorshire föddes en mindre cobhäst upp som hade mera ponnykaraktär. När The Welsh Pony and Cob Society's stambok utgavs år 1902 skilde man på dessa två typer till avdelning C för det som numera kallas för Welshponny av Cobtyp, och avdelning D för Welsh Cob. 
Den brittiska staten köpte många welsh cobs under första- och andra världskriget som packhäster och remonter. Welsh cobaveln förlorade på det viset många av de bästa stona.

## Egenskaper

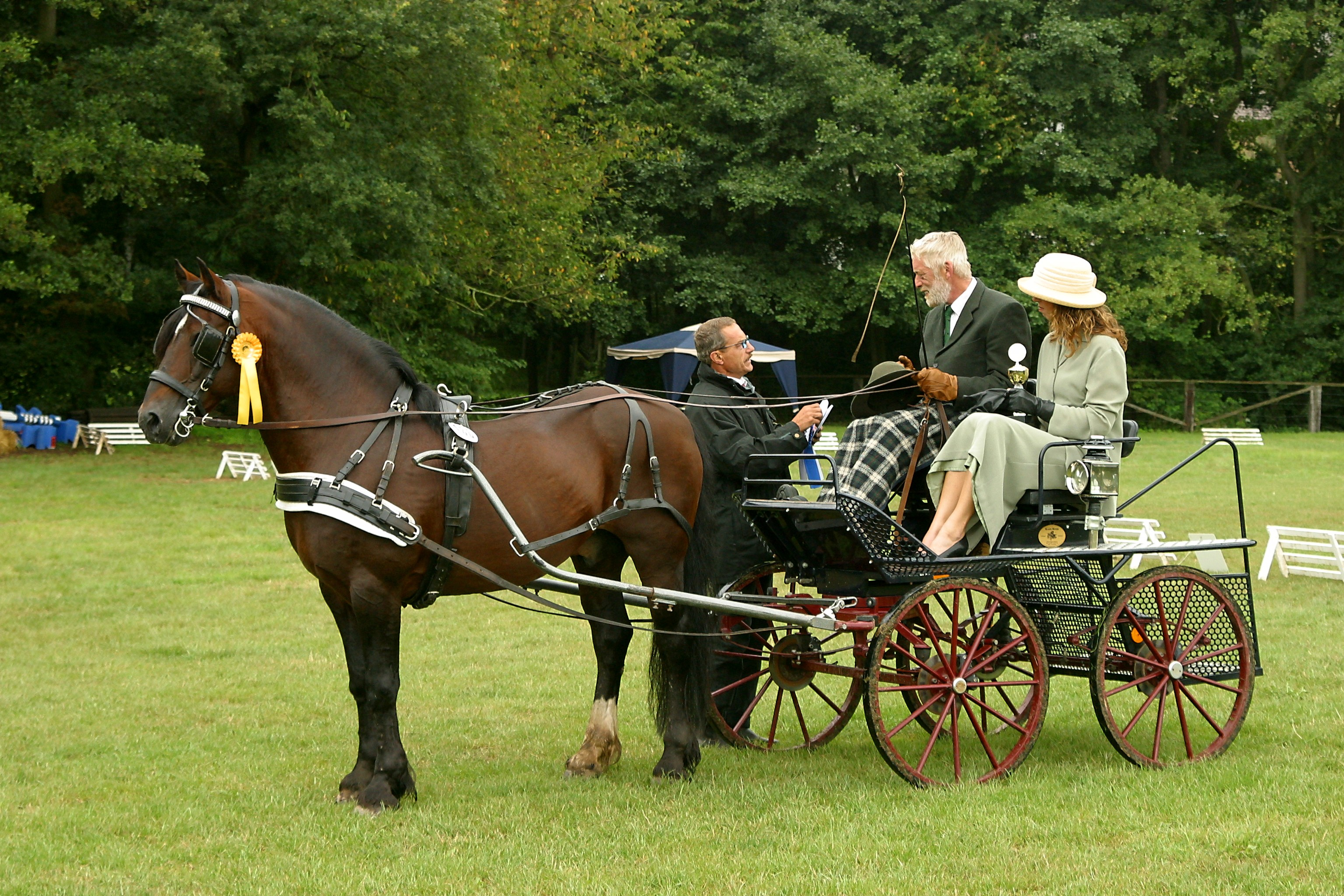
Welsh Coben är lite grövre än de övriga kategorierna och fungerar utmärkt som körhästar. På grund av sin rätt varierande storlek kan de användas som ridhästar både av yngre och äldre ryttare.

Welsh Cob-typen är den kraftigaste och största av de fyra Welshponnyerna och denna kategori har heller ingen övre höjdgräns, vilket gör att vissa individer räknas som stor häst och inte ponny, men mankhöjden bör ligga mellan ca 142–155 cm och den får inte vara lägre än 138 cm. Alla färger är tillåtna utom skäck och tigrerad.
Det allmänna intrycket ska vara en stark och tålig häst med ponnykaraktär, och med så mycket massa som möjligt. Ögonen ska vara livliga, uttrycksfulla och placerade långt isär. Öronen ska vara små och väl ansatta. Halsen bör vara lång och välburen. Mycket djup och muskulös hos hingstar men hos ston eftersträvas en lite "lättare" hals. Frambenen är långa, starka och raka. Knäna välmarkerade. Hovarna välformade och fasta. Ryggen och länden ska vara muskulös och stark. Bröstet skall ha ett gott djup. Korset önskas långt och starkt. Ett sluttande eller stupande kors godkännes inte. Svansen skall vara väl ansatt. Bakbenen är starka, muskulösa och välproportionerliga. Hasen kraftig, torr och med välmarkerad hasspets. Hasen får inte vara för mycket vinklad och får inte gå bakom en rät linje, dragen från bärbensknölen med till kotleden. En viss mängd av mjukt hovskägg är tillåtet, men grovt stripigt hår är definitivt inte tillåtet.
Rörelserna ska vara fria och kraftfulla. I traven skall knät vara böjt och hela frambenet ska sträckas ut från bogen och så långt fram som möjligt. Haserna ska böjas in under kroppen, och steget ska "hämtas" rakt och kraftfullt.
Welsh coben är en populär körhäst men används även till ridning och fungerar tack vare sitt milda temperament och sin storlek bra som familjehäst. Welsh coben hävdar sig även bra inom hoppning och dressyr-grenarna, då det är en häst som passar mycket bra som allroundhäst och tävlingsponny/häst.